# Corvey
Corvey er Nordrhein-Westfalens ældste kloster grundlagt i 822 af benediktinermunke ved Höxter nær floden Weser. Herfra udsendtes Ansgar år 826 som missionær til Norden.
Klosteret blev optaget på UNESCOs verdensarvsliste den 23. juni 2014.